# SN 2010R
SN 2010R – supernowa typu Ia odkryta 15 stycznia 2010 roku w galaktyce A121710+2539. W momencie odkrycia miała maksymalną jasność 18,30m.